# Konjaku-gazu-zoku-hyakki
Konjaku-gazu-zoku-hyakki (jap. 今昔画図続百鬼; Ilustrowana kontynuacja stu demonów dzisiejszych i dawnych) – opublikowany w 1779 r. zbiór ilustracji stanowiący katalog zjaw, duchów, demonów, straszydeł itp. (ogólna ich nazwa jap.: yōkai) autorstwa Sekiena Toriyamy. Jest to kontynuacja jego wcześniejszego dzieła zatytułowanego Gazu-hyakki-yakō.
Zbiór demonów został podzielony na trzy części: "Deszcz" (jap. 雨 Ame), "Mrok" (jap. 晦 Tsugomori) i "Światłość" (jap. 明 Akari). W odróżnieniu od "Gazu-hyakki-yakō" autor w tym dziele zawarł także opisy poszczególnych yōkai.

## Zestawienie dzieł

### Deszcz

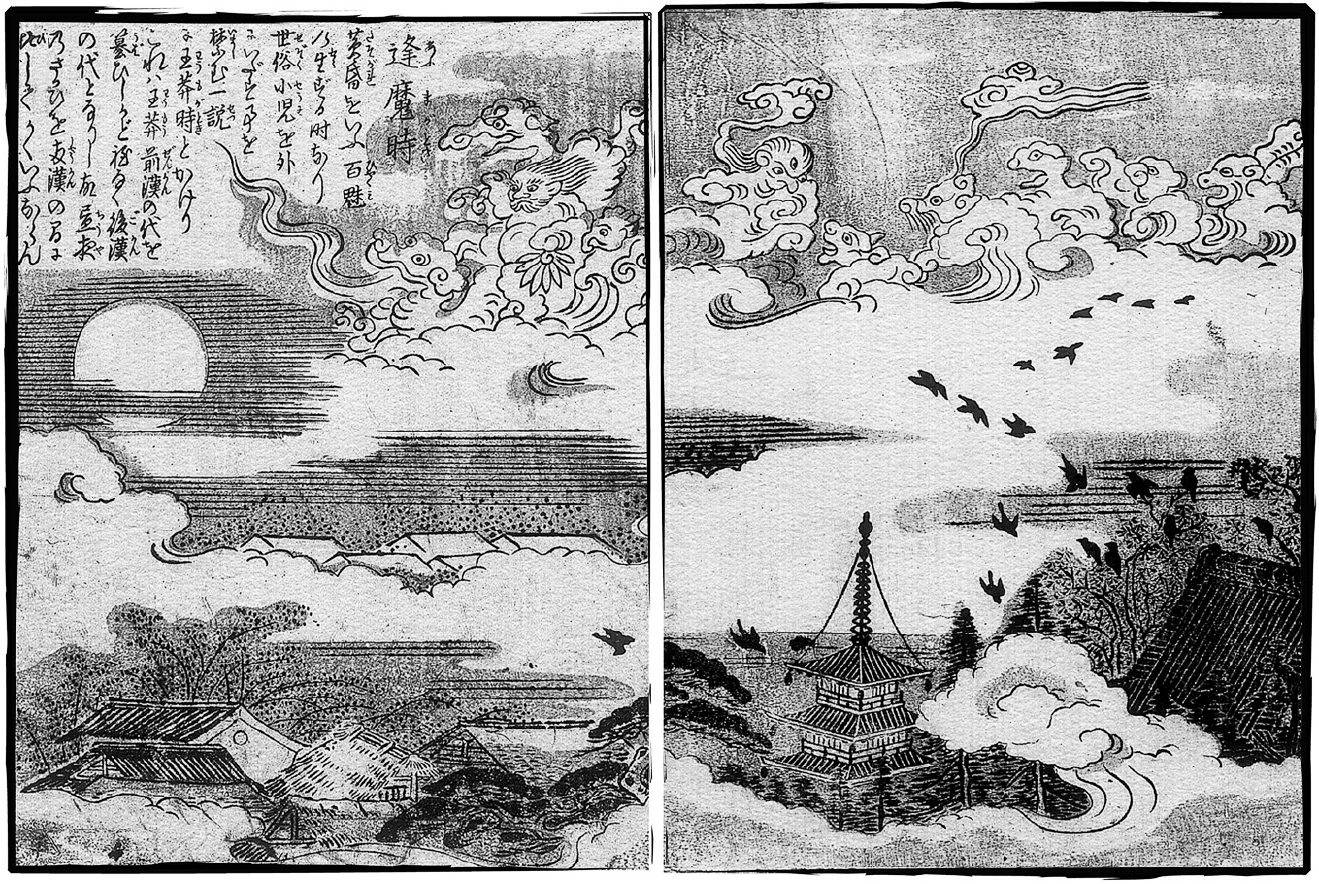
Ōmagatoki
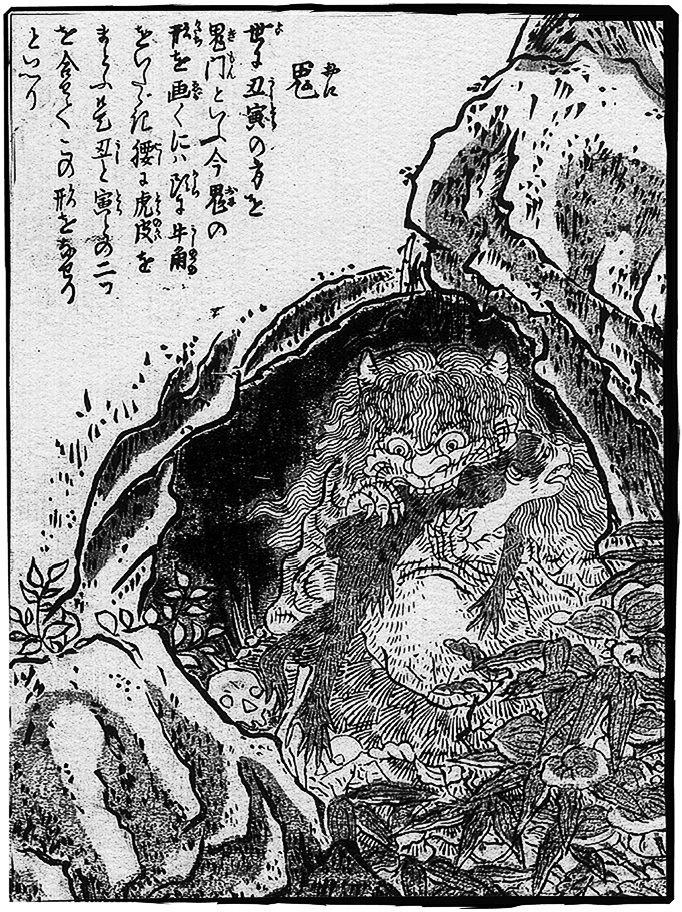
Oni
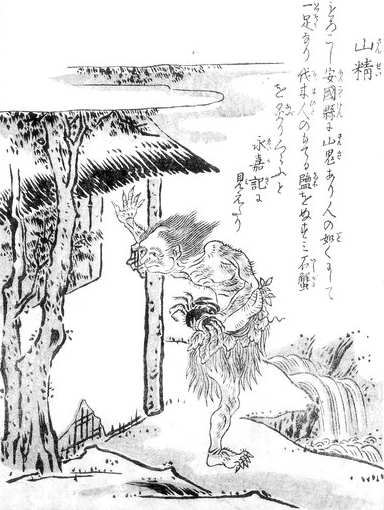
Sansei
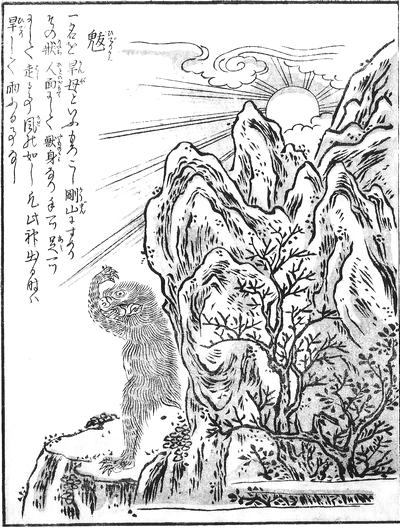
Hiderigami
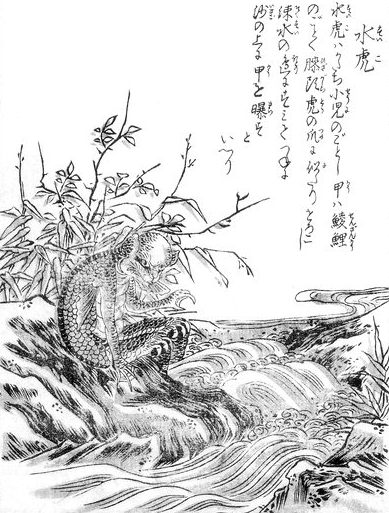
Suiko
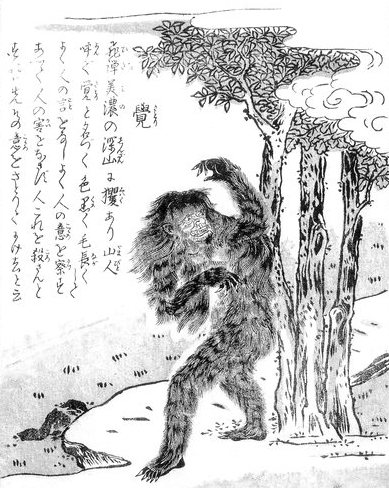
Satori
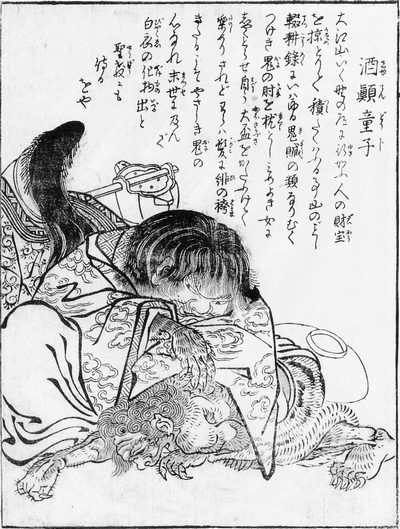
Shutendōji
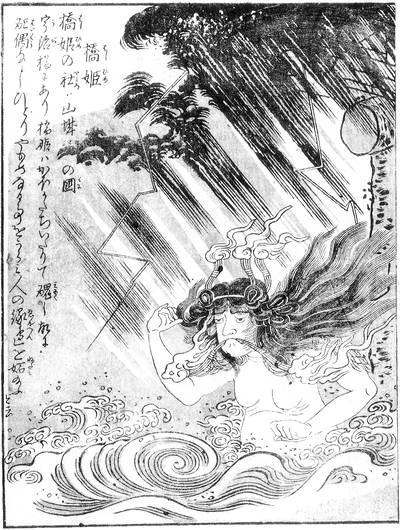
Hashihime
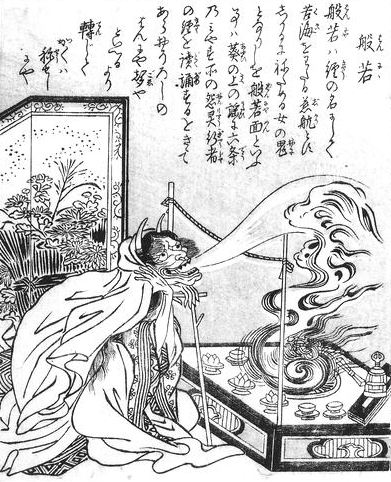
Hannya
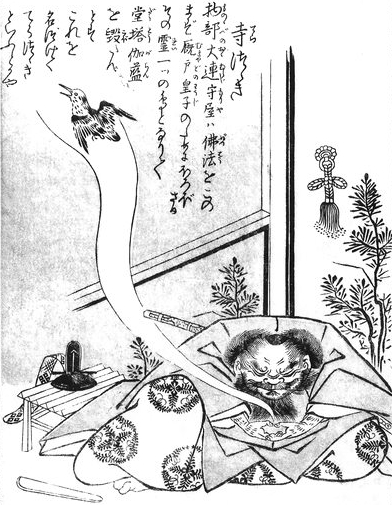
Teratsutsuki
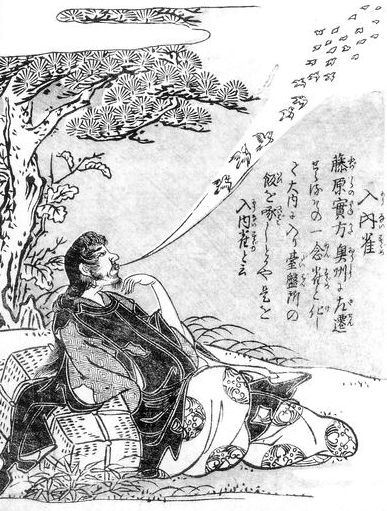
Nyūnaisuzume
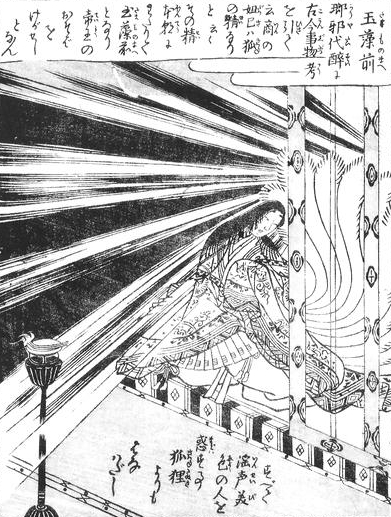
Tamamonomae
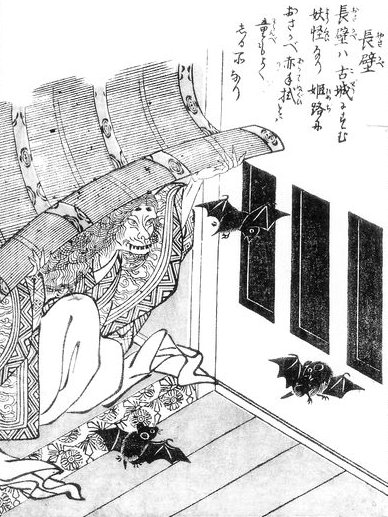
Osakabe
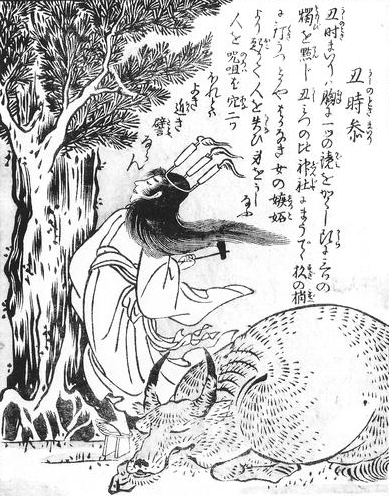
Ushinotokimairi

### Mrok

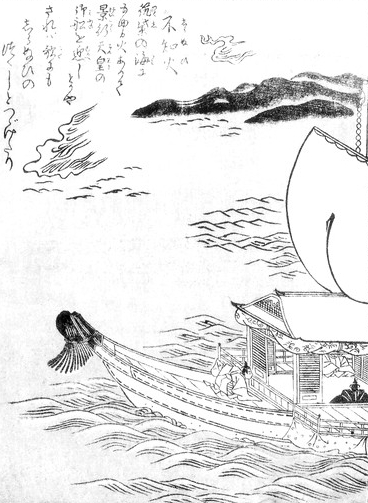
Shiranui
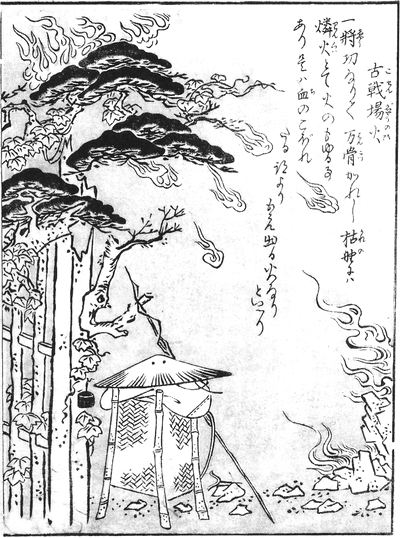
Kosenjōbi
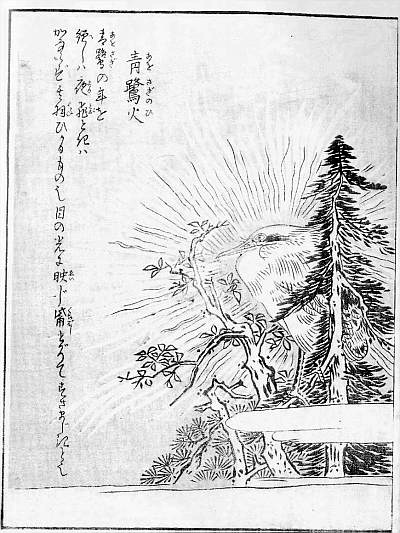
Aosagibi
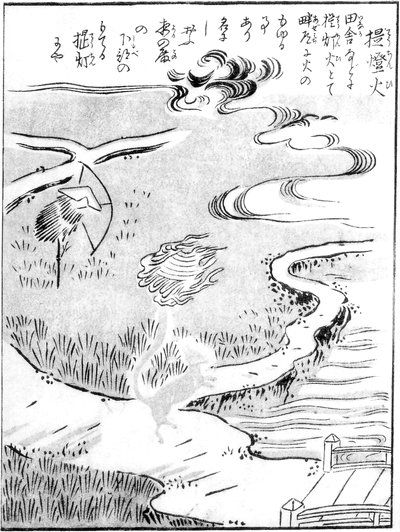
Chōchinbi
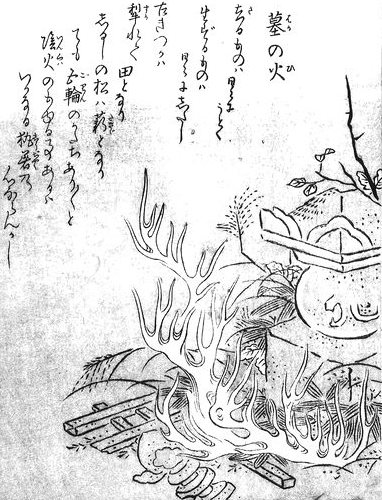
Hakanohi
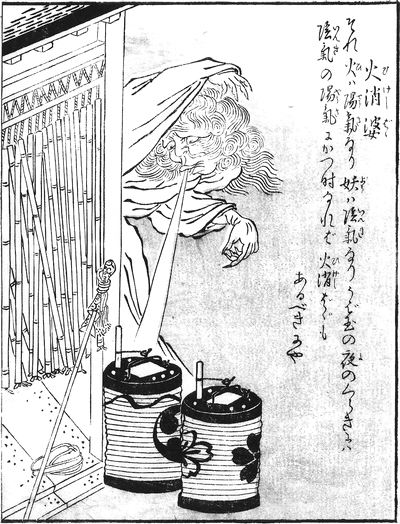
Hikeshibaba
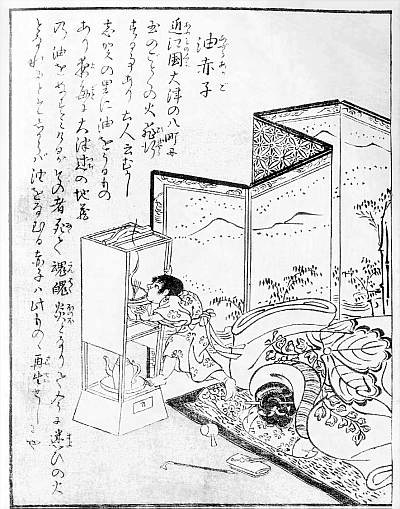
Abura'akago
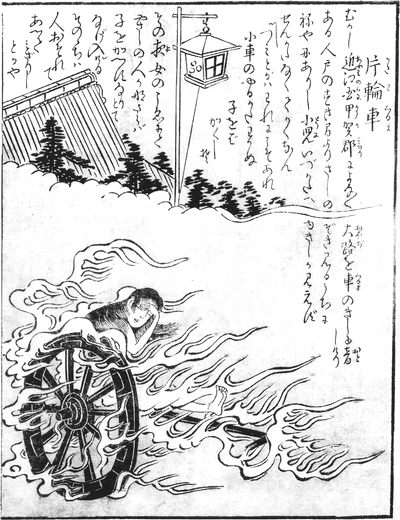
Katawaguruma
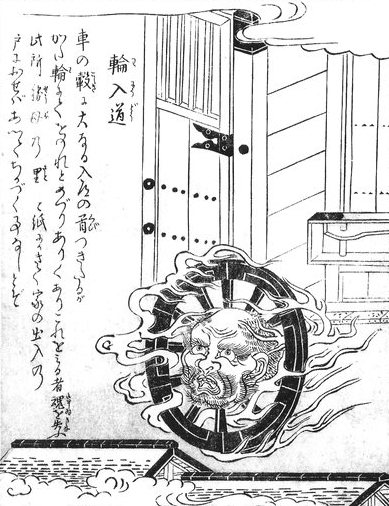
Wanyūdō
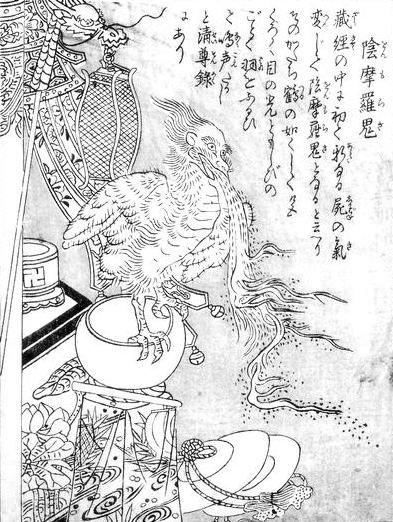
Onmoraki
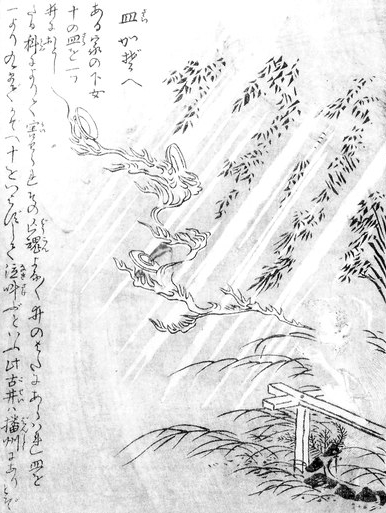
Sarakazoe
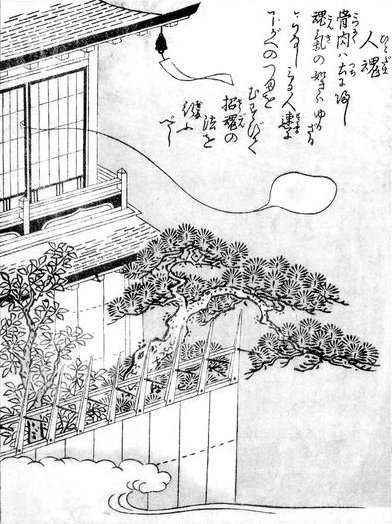
Hitodama
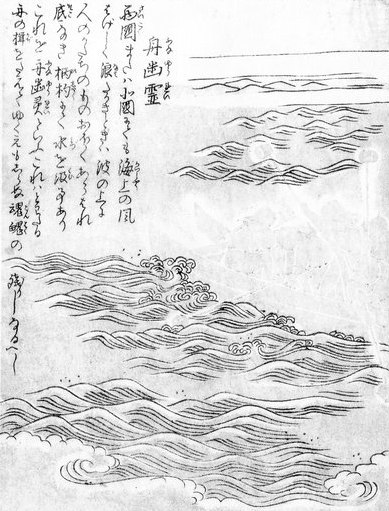
Funayūrei
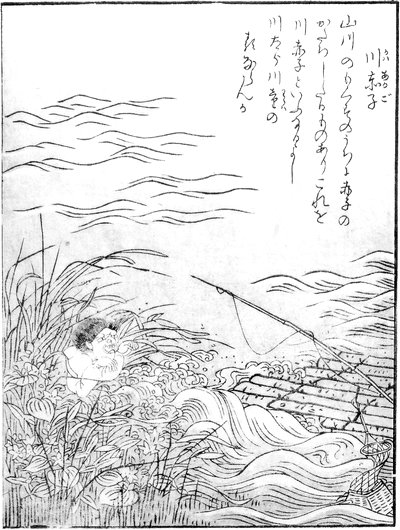
Kawa'akago
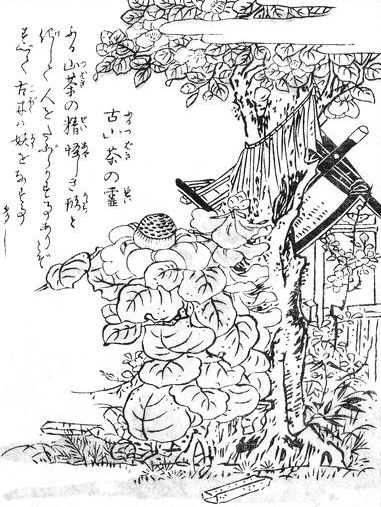
Furutsubakinorei
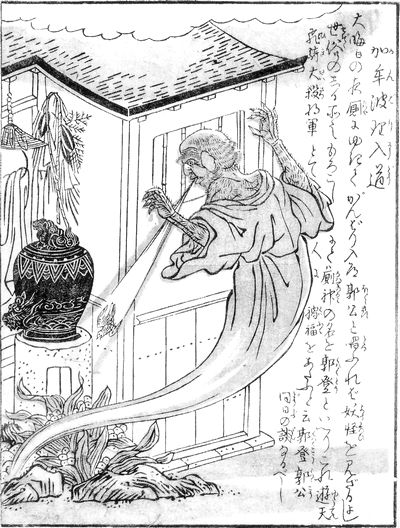
Ganbarinyūdō
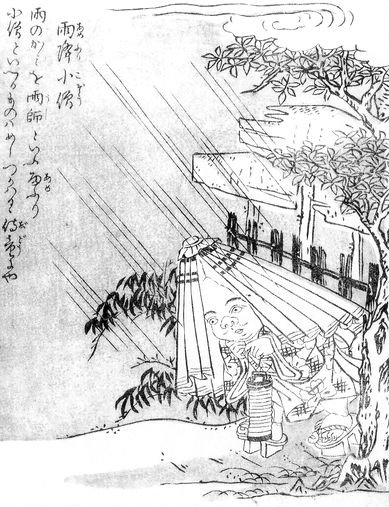
Amefurikozō
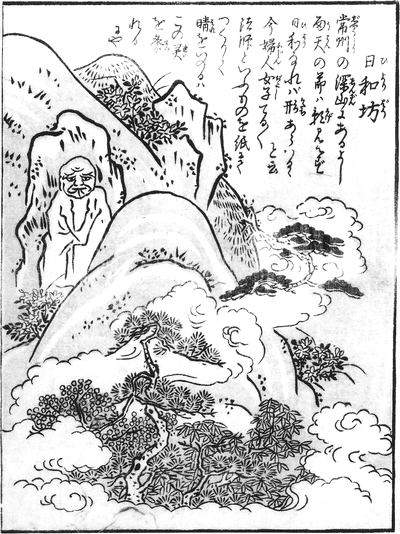
Hiyoribō
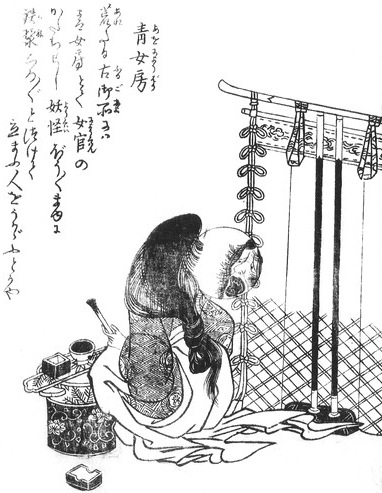
Aonyōbō
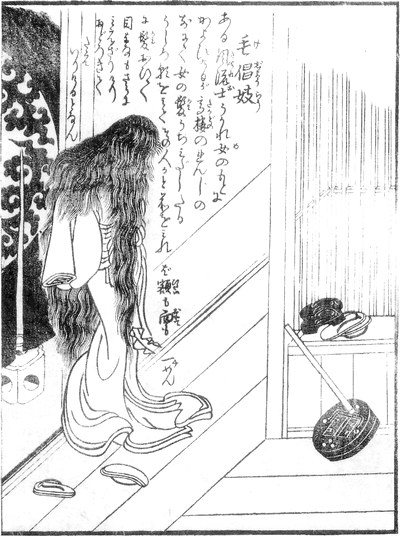
Kejōrō
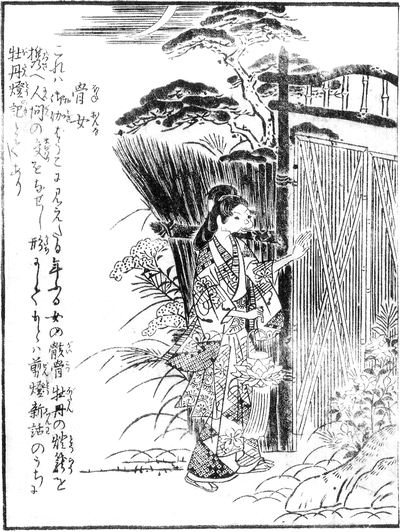
Honeonna

### Światłość

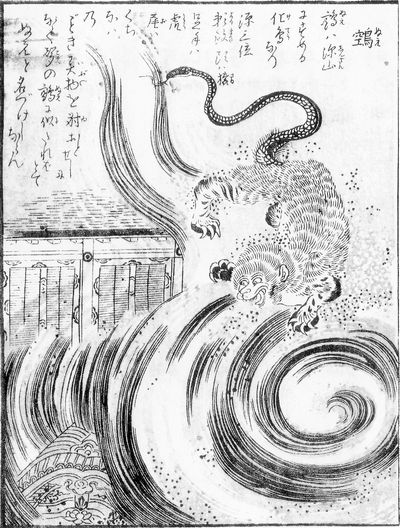
Nue
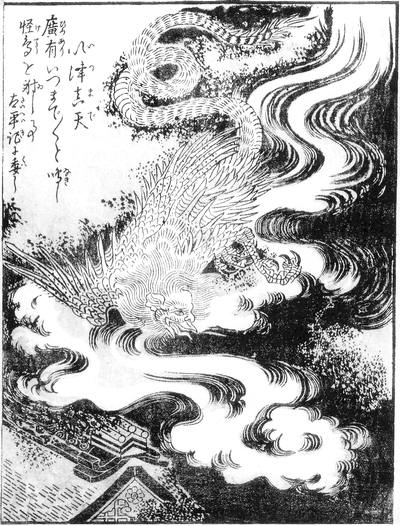
Itsumade
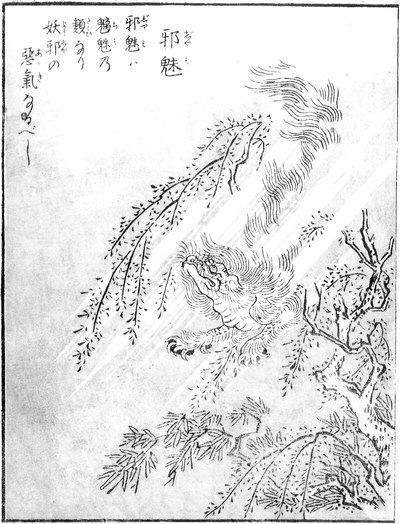
Jami
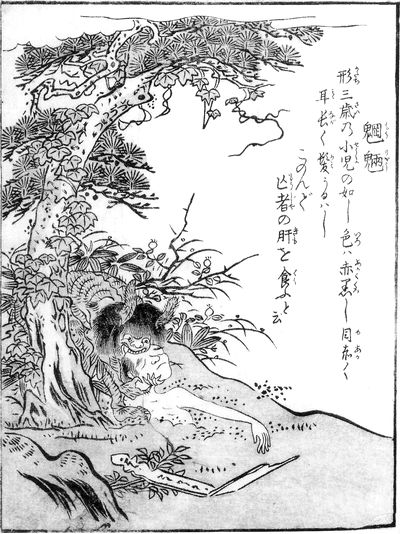
Mōryō
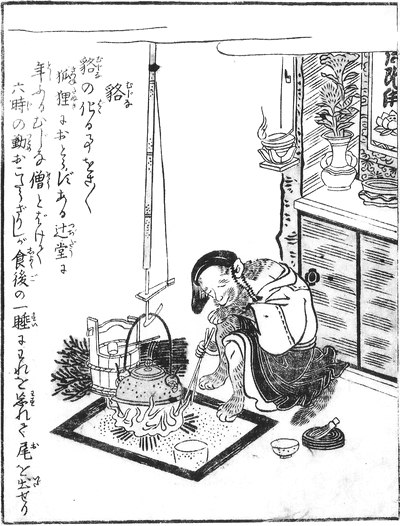
Mujina
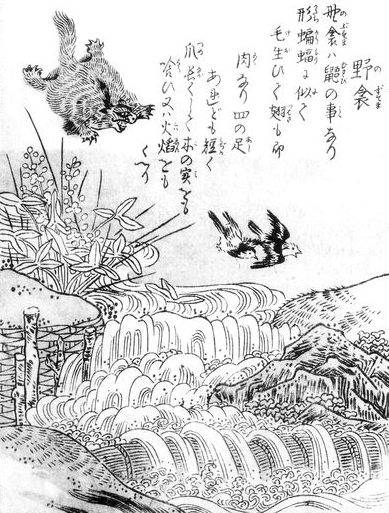
Nobusuma
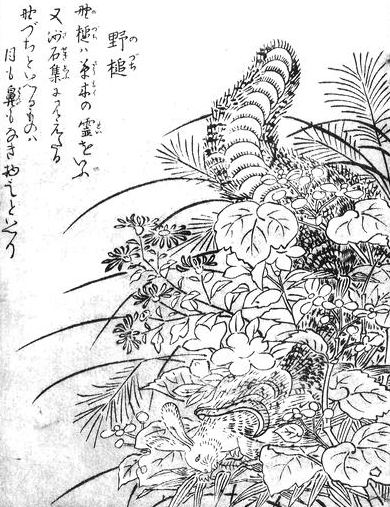
Nozuchi
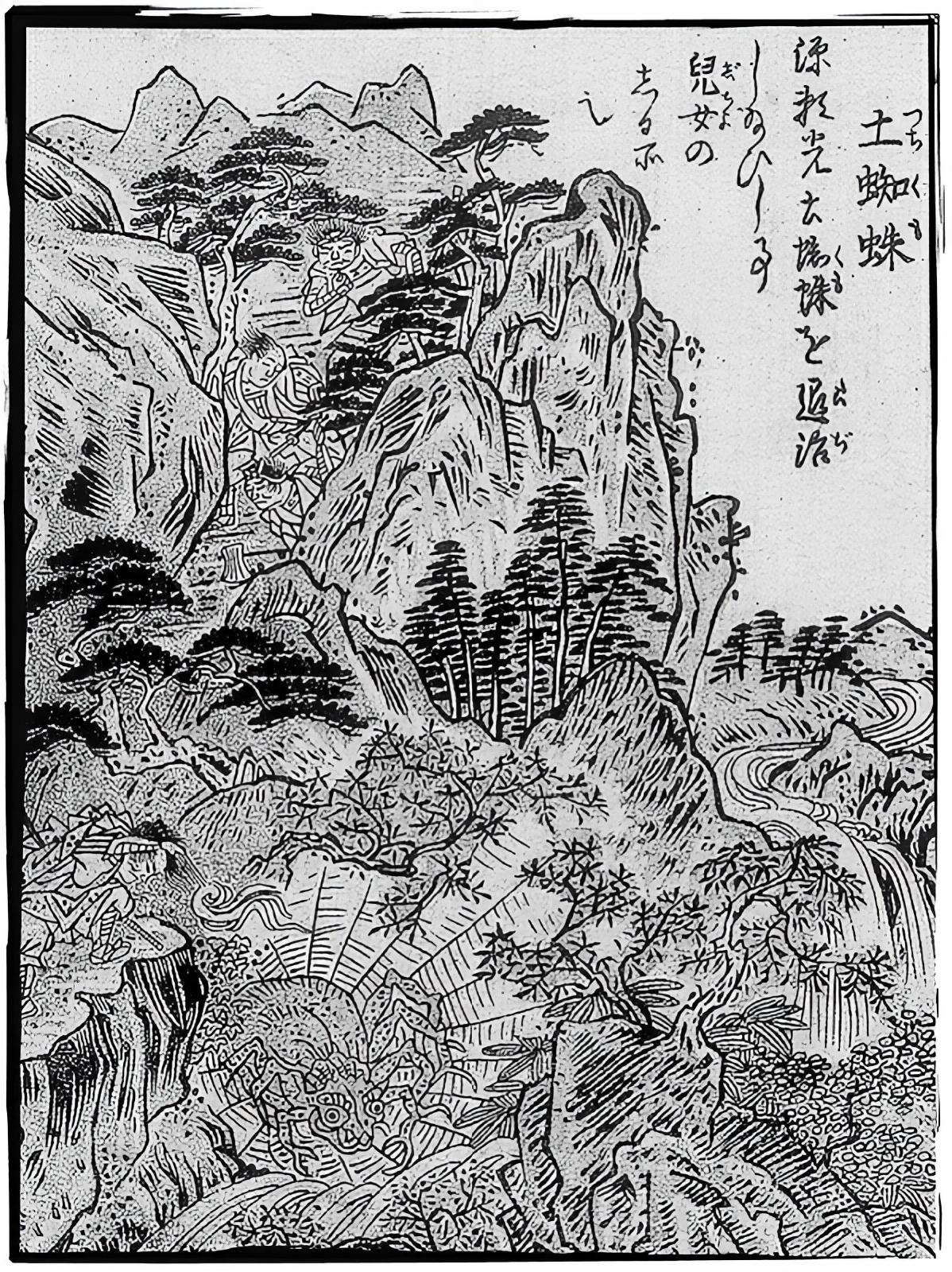
Tsuchigumo
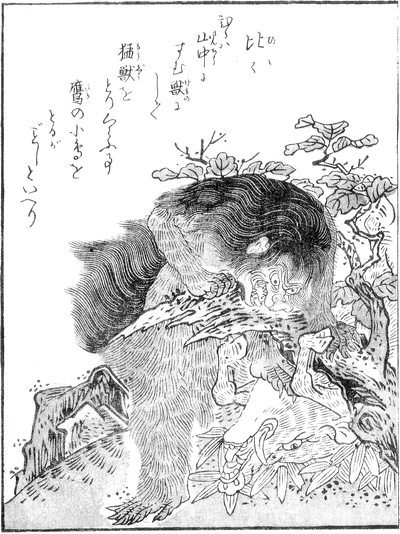
Hihi
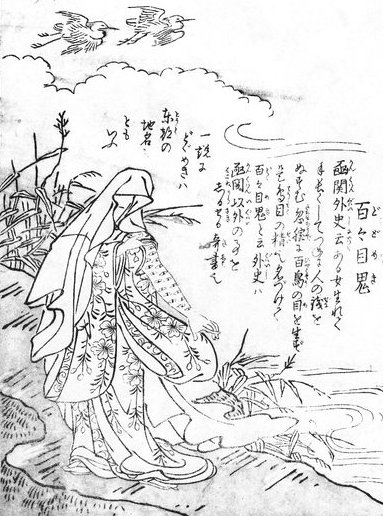
Dodomeki
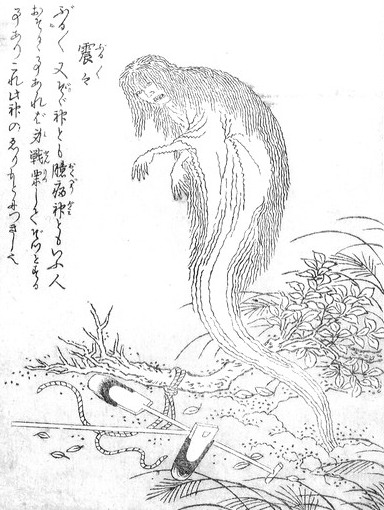
Buruburu
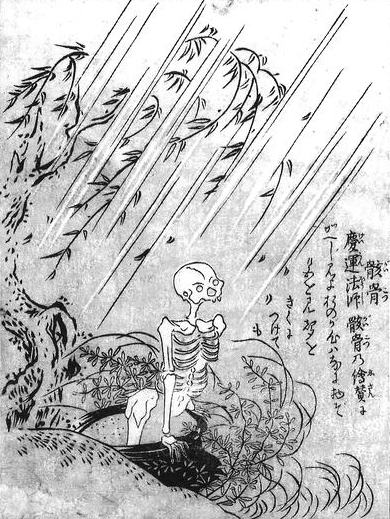
Gaikotsu
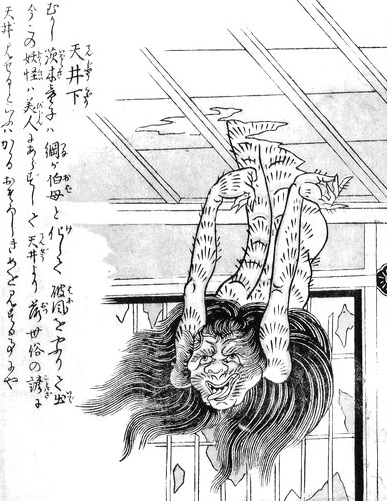
Tenjōkudari
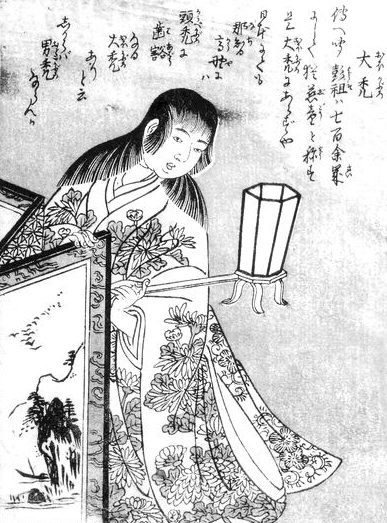
Ōkaburo
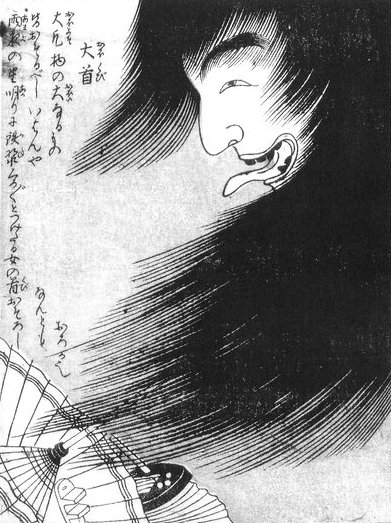
Ōkubi
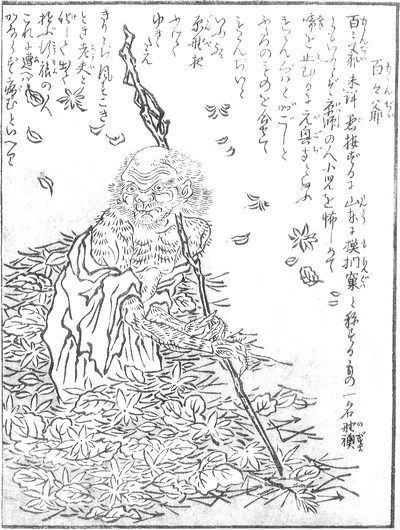
Momonjii
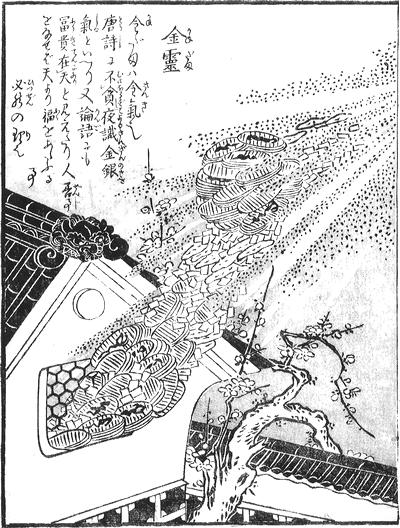
Kanedama
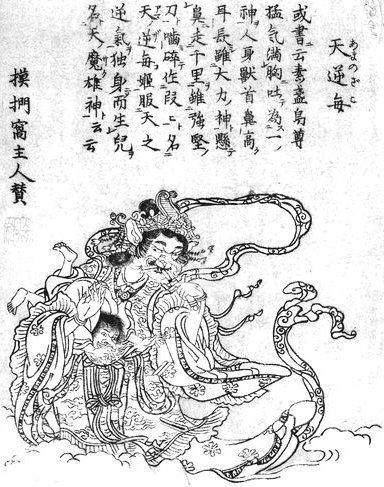
Amanozako
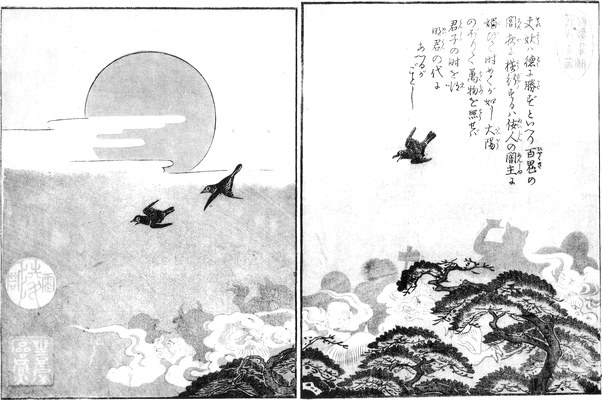
Hinode